# Peter Schoenaerts
Peter Michel Schoenaerts (Vilvoorde, 24 mei 1972) is een Belgische acteur en taalexpert Nederlands/Engels. Hij studeerde Germaanse Talen aan de KU Leuven, en volgde een drama-opleiding aan de American Academy of Dramatic Arts, een van de bekendste toneelscholen in de Verenigde Staten (New York). Hij gaf een aantal jaar uitspraak- en NT2-les aan het Interfacultair Instituut voor Levende Talen in Leuven en was werkzaam bij het Taaluniecentrum NVT in Brussel. Hij werkt ook freelance als vertaler, journalist en eindredacteur, en schreef o.a. voor de tijdschriften Humo, Zizo, Raak en Mens en gevoelens. Sinds 2019 leidt hij uitgeverij Boeklyn.
In de NT2-wereld is Schoenaerts bekend als auteur én acteur. Hij maakt sinds 2022 de podcast Docent NT2. In het verleden werkte hij onder andere mee aan de taalmethodes Hotel Hallo, Plein 16 en Vanzelfsprekend. Vanzelfsprekend was in België jarenlang de meest gebruikte basismethode Nederlands in de volwasseneneducatie. Wereldwijd leren mensen Nederlands met Peters stem als voorbeeld. Hij is te horen op een tiental cd's en dvd's die werden geproduceerd door uitgeverijen in België, Nederland, het Verenigd Koninkrijk, Duitsland en de Verenigde Staten. Sinds 2024 is hij gastdocent in de docentenopleiding NT2 van de Vrije Universiteit Amsterdam.
In 2001 was Peter Schoenaerts medeoprichter van het Belgische toneelgezelschap Fast Forward, dat onder andere educatief taaltheater maakte in het Nederlands. Het kleine gezelschap bracht tot 2016 voorstellingen in België, Nederland, Indonesië, Polen, Frankrijk, het Verenigd Koninkrijk, Spanje, Hongarije en de Verenigde Staten. Ze werden voor hun eerste toneelstuk 'Meer is altijd beter' genomineerd door de Vlaamse Gemeenschap als 'Beste Innovatieve Educatieve Project 2002'. In 2006 werd het gezelschap in Nederland bekroond met de Marga Klompéprijs. Bekende acteurs die meespeelden bij Fast Forward waren onder anderen Sien Diels, Antje De Boeck, Gerd De Ley en Andrea Croonenberghs. De muzikanten Andries Boone en Chris Carlier waren ook geregeld betrokken bij de theaterproducties. 
Sinds 2016 leidt Schoenaerts Theater van A tot Z, een fusie van het Educatief Theater Antwerpen en Fast Forward. Het gezelschap werkt voor bijzondere doelgroepen, en speelt in scholen en cultuurcentra. Theater van A tot Z werd in 2016 genomineerd voor de Wablieft-prijs voor duidelijke taal.
Op televisie speelde Peter Schoenaerts in 1997 een van de hoofdrollen in Vennebos, de eerste eigen televisiesoap van VT4, naast onder anderen Mieke Laureys, Bob Selderslaghs, Caroline Maes, Erik Goris en Katia Alens. Hij was ook te zien in onder andere Veel geluk, professor! (2001) en speelde van 2016 tot 2023 een rol in Echte Verhalen: De Buurtpolitie (als pastoor Tom Decoster) op VTM.

## Filmografie
- De Buurtpolitie: De Grote Geldroof (2016) als pastoor Tom Decoster
- De Buurtpolitie: De Tunnel (2018) als pastoor Tom Decoster
- De Buurtpolitie: Het Circus (2019) als pastoor Tom Decoster
- Het verhaal van Vlaanderen (2023) als Jan Frans Vonck
- Mr. K (2024) als Mr. Lean

## Korte bibliografie
- Nederlands oefenen. Taalpuzzels met 1000 basiswoorden. (2020)
- (samen met Han Fraeters, Rita Devos en Helga Van Loo) Vanzelfsprekend (Tekstboek, werkboek, dvd en cd's) (2009/2018).
- (samen met Helga Van Loo) Lachland. Puzzels, raadsels en spelletjes voor wie van Nederlands houdt. (2016).
- (samen met Annemie Decavele en Helga Van Loo) Als ik jou. Poëzie voor anderstaligen. (2009).
- (samen met Helga Van Loo) Het Grote Puzzel- en Doeboek voor Anderstaligen (2009)
- (samen met Helga Van Loo) Thematische Woordenschat Nederlands voor Anderstaligen (2008).
- Romeo en Julia. Drama in de NT2-klas. (toneeltekst, taal- en toneelspelletjes) (2006).
- (samen met Willy Smedts) Notuleren kan je leren (Handleiding en video) (2004).
- (samen met Helga Van Loo) Niet Vanzelfsprekend (Leerboek, Hulpboek, video/dvd en cd's) (2003).
- Meer is altijd beter. Een komedie voor anderstaligen (2002)